# Laichingen
Laichingen ist eine Kleinstadt im Alb-Donau-Kreis in Baden-Württemberg.
Trotz ihrer geringen Größe ist Laichingen die größte Stadt in der Umgebung. Sie nimmt deshalb gemeinsam mit Blaubeuren die Funktion eines Mittelzentrums wahr. Sie gilt als die Leinenweberstadt auf der Schwäbischen Alb.

## Geographie
Laichingen liegt auf der Laichinger Alb, einem Teilgebiet der Schwäbischen Alb. Es liegt auf einem früheren Vulkanschlot auf der Albhochfläche, etwa 25 Kilometer westlich von Ulm.

### Nachbargemeinden
Die Gemeinde grenzt im Norden an Hohenstadt im Landkreis Göppingen, im Osten an Merklingen und Dornstadt, im Süden an Berghülen, die Stadt Blaubeuren und Heroldstatt sowie im Westen an den Gutsbezirk Münsingen und an Römerstein, beide im Landkreis Reutlingen und an Westerheim.

### Schutzgebiete

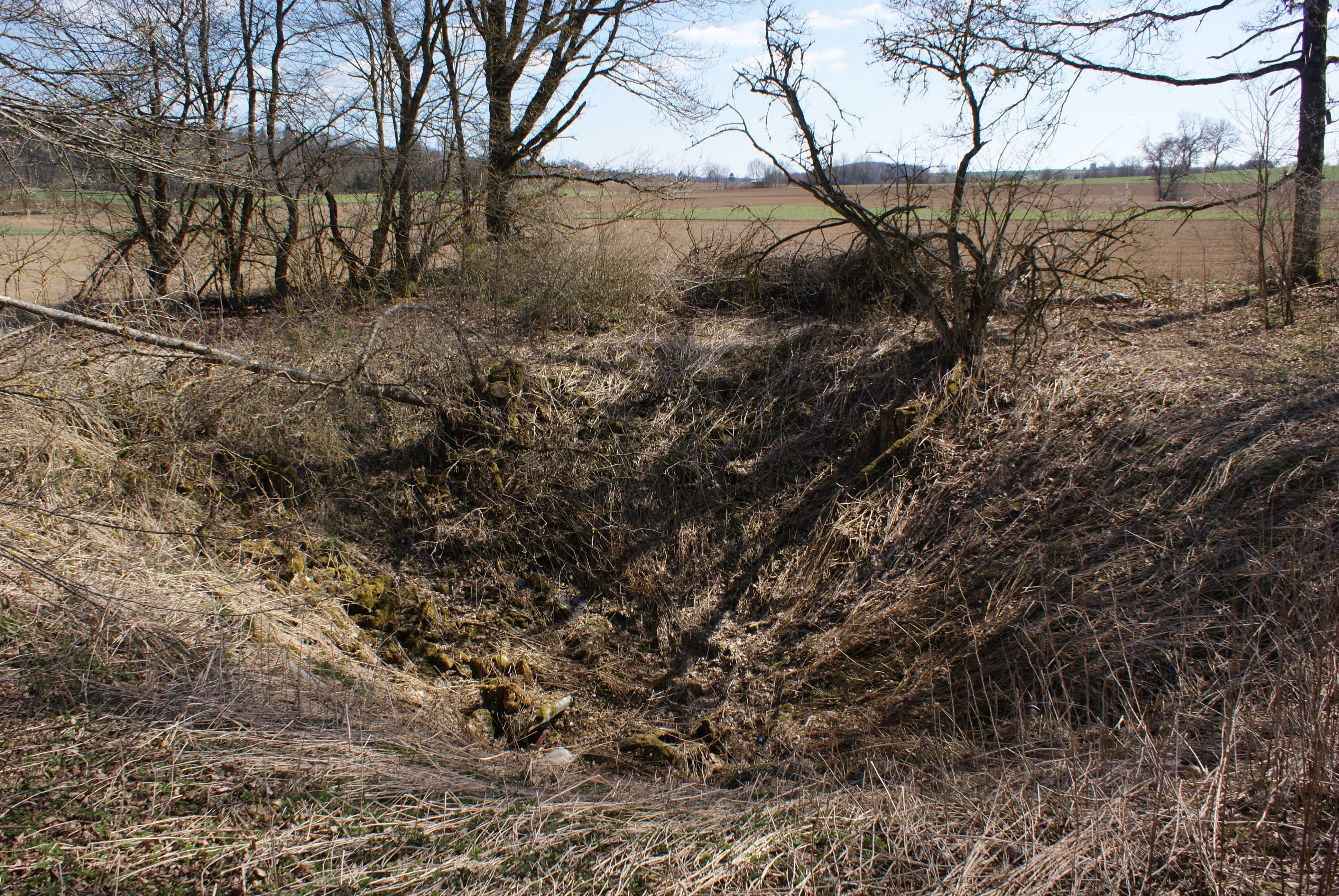
Doline Maierwiesen

In Laichingen liegen die vier Naturschutzgebiete Laichinger Eichberg, Galgenberg, Heiden im Langen Tal und Kuhberg. Einige Landschaftsteile auf dem Stadtgebiet wurden als Landschaftsschutzgebiet Laichingen ausgewiesen. Die Stadt hat Anteile an den FFH-Gebieten Kuppenalb bei Laichingen und Lonetal und Münsinger Alb sowie am Vogelschutzgebiet Mittlere Schwäbische Alb.

## Geschichte

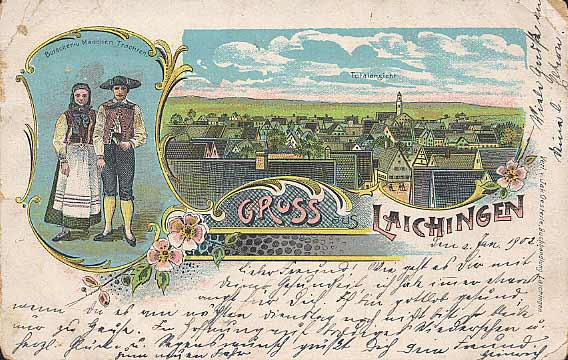
Laichingen um 1900

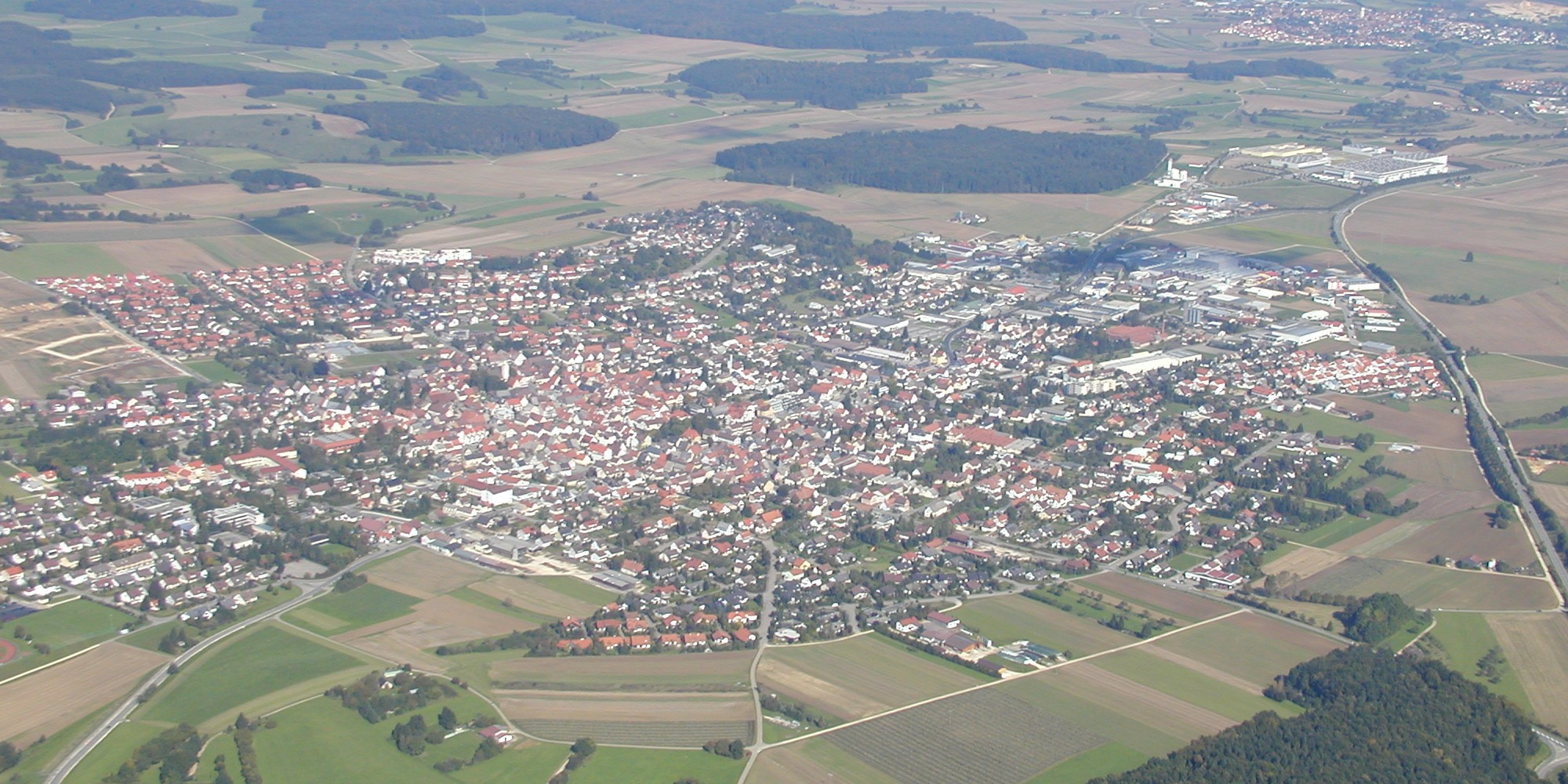
Luftbild (September 2002)

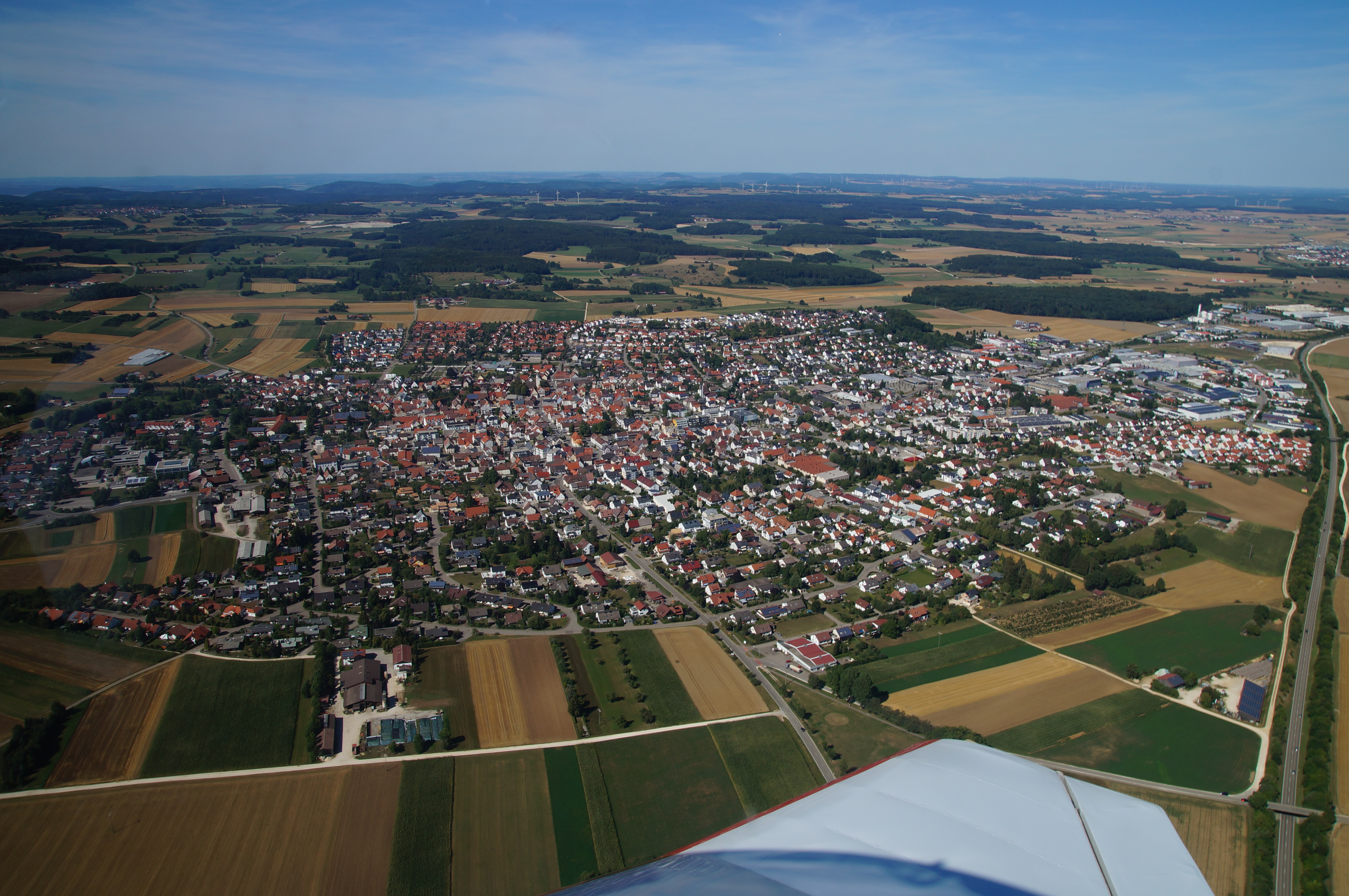
Luftbild (August 2018)

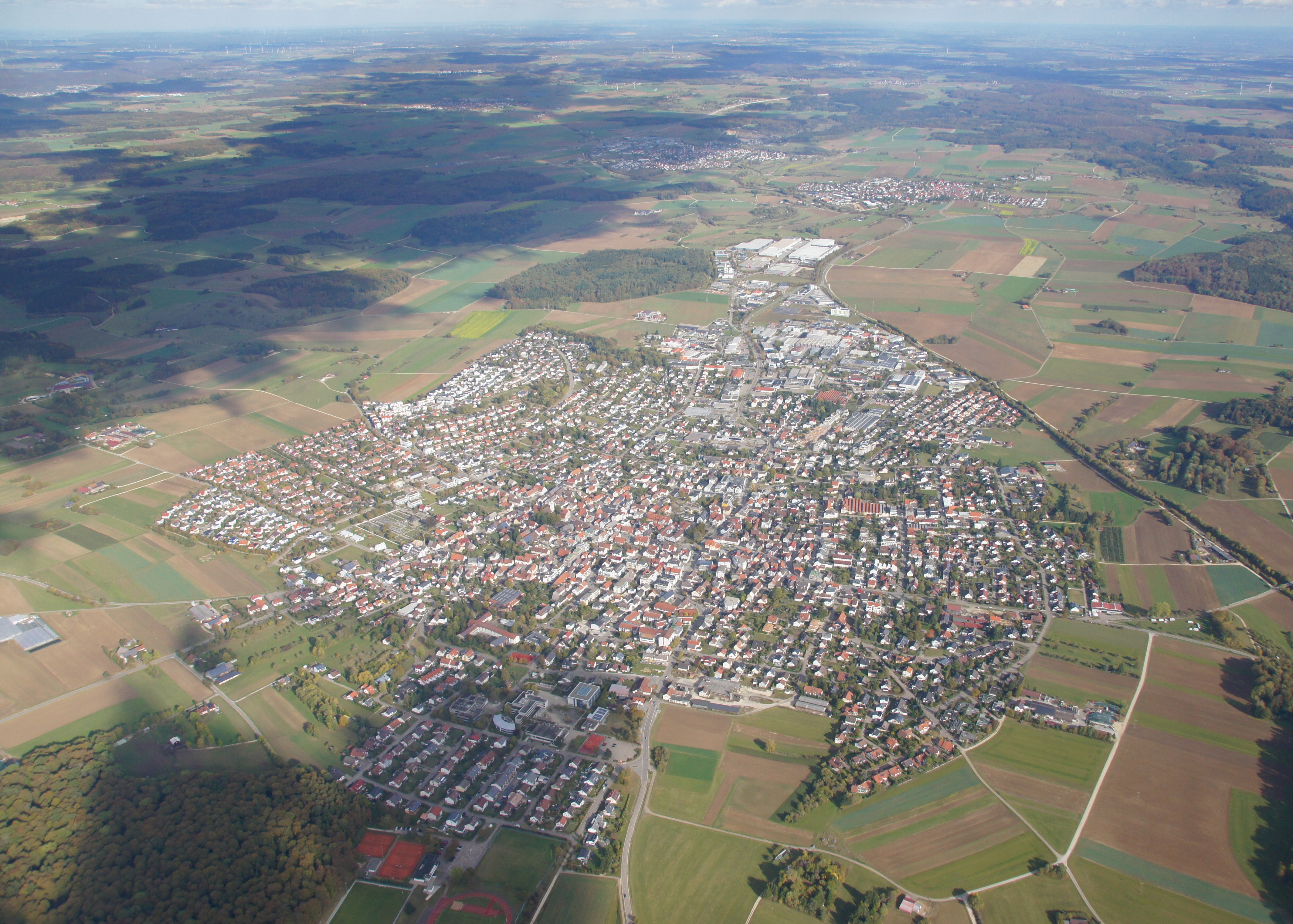
Luftbild (Oktober 2023)

### Mittelalter
Der Name Laichingen soll auf den Alemannenhäuptling Laicho zurückgehen, der dort im 5. Jahrhundert nach Christus eine Siedlung gründete. Im Hochmittelalter war Laichingen Bestandteil des Herzogtums Schwaben. 1364 bot Kaiser Karl IV. den Einwohnern das Stadtrecht an. Diese lehnten jedoch ab, da sie angeblich keine Stadtmauer bauen wollten.

### Altwürttembergische Zeit
Laichingen gehörte schon im Spätmittelalter zum Kloster Blaubeuren und damit seit der Reformation 1534 zum Herzogtum Württemberg. Es war ein Unteramt im Amt Urach.
Eine Volksschule bestand mindestens seit 1557.
Bis ins Mittelalter reicht die Tradition der Laichinger Leinenweberei zurück. Die kargen Böden auf der Alb gaben nicht mehr her, und so verlegten sich die Bewohner auf den Flachsanbau und auf den Broterwerb durch Handel mit der etwa 25 Kilometer entfernten Reichsstadt Ulm.
Früher war im Stadtzentrum Laichingens eine sogenannte Hüle. Hülen bestanden aus verwittertem Vulkantuff. In ihnen sammelte sich Wasser und sie bildeten die Grundlage für viele Siedlungen auf der Schwäbischen Alb.
Die Hüle diente als Viehtränke und zu Feuerlöschzwecken. Das Trinkwasser wurde mühsam aus den Tälern herangeschafft.
Im Dreißigjährigen Krieg kam es nach der für Württemberg verlorenen Schlacht bei Nördlingen 1634 durch die in vielen Teilen des Landes marodierenden Truppen des siegreichen Kaisers zur weitgehenden Zerstörung Laichingens.

### Bestandteil des Königreichs Württemberg
Bei der Umsetzung der neuen Verwaltungsgliederung im Königreich Württemberg kam Laichingen 1808 zum Oberamt Münsingen. Ein großer Brand führte 1852 erneut zu großen Schäden in der Bausubstanz des Ortes. Ab 1871 wurde die Albwasserversorgung geplant und gebaut, an die auch Laichingen angeschlossen wurde.

### 20. Jahrhundert
Bei der Kreisreform während der NS-Zeit in Württemberg gelangte Laichingen 1938 zum Landkreis Münsingen. 1945 wurde der Ort Teil der französischen Besatzungszone und wurde 1947 dem neu gegründeten Land Württemberg-Hohenzollern zugeordnet, welches 1952 im Land Baden-Württemberg aufging.
Im Jahr 1950 erhielt Laichingen erneut das Stadtrecht und verzeichnete ein deutliches Wachstum. In den 1950er Jahren wurde die Hüle zugeschüttet und wich dem heutigen Marktplatz.
Durch die Kreisreform in Baden-Württemberg kam Laichingen 1973 zum Alb-Donau-Kreis.
In den 1970er Jahren wurden einige umliegende Orte eingemeindet. Sie bilden heute die Stadtteile Laichingens (siehe dazu auch: Gemeindegebietsreform in Laichingen).
1987 wurde die sogenannte Laichinger Hungerchronik als antijüdische Fälschung entlarvt.
Noch heute sind viele Webereibetriebe in Laichingen ansässig, die aber inzwischen industriell fertigen. Eines der um 1677 errichtete Weberhäuser stand bis 2002 in Laichingen. Es wurde abgebaut und ist jetzt neu aufgebaut im Freilichtmuseum Beuren zu besichtigen.

### Einwohnerentwicklung
Es handelt sich um Einwohnerzahlen nach dem jeweiligen Gebietsstand. Die Zahlen sind Volkszählungsergebnisse (¹) oder amtliche Fortschreibungen des Statistischen Landesamtes Baden-Württemberg (nur Hauptwohnsitze).
| Jahr                 | Einwohner |
| -------------------- | --------- |
| 1. Dezember 1871 ¹   | 4.571     |
| 1. Dezember 1880 ¹   | 4.897     |
| 1. Dezember 1890 ¹   | 4.910     |
| 1. Dezember 1900 ¹   | 4.822     |
| 1. Dezember 1910 ¹   | 5.225     |
| 16. Juni 1925 ¹      | 5.163     |
| 16. Juni 1933 ¹      | 5.237     |
| 17. Mai 1939 ¹       | 5.216     |
| 13. September 1950 ¹ | 6.435     |
| 6. Juni 1961 ¹       | 7.108     |

| Jahr              | Einwohner |
| ----------------- | --------- |
| 27. Mai 1970 ¹    | 8.057     |
| 31. Dezember 1980 | 8.419     |
| 27. Mai 1987 ¹    | 8.714     |
| 31. Dezember 1990 | 9.219     |
| 31. Dezember 1995 | 10.083    |
| 31. Dezember 2000 | 10.787    |
| 31. Dezember 2005 | 10.990    |
| 31. Dezember 2010 | 10.867    |
| 31. Dezember 2015 | 11.175    |
| 31. Dezember 2020 | 11.951    |

### Konfessionen
Eine Kirche und Pfarrei St. Alban wurde bereits um 1100 erwähnt. Der Kirchensatz gelangte über die Pfalzgrafen von Tübingen an das Kloster Blaubeuren, dem sie mit dem gesamten Umland 1421 inkorporiert wurde. 1534 wurde die Reformation eingeführt. Seither ist Laichingen überwiegend protestantisch. Die evangelische Kirchengemeinde Laichingen umfasst die Kernstadt. Der Stadtteil Feldstetten bildet eine eigene Kirchengemeinde, die im Rahmen von Pfarrstellen-Einsparungen ab Herbst 2020 von einem der beiden Laichinger Pfarrämter betreut wird. Beide Kirchengemeinden gehören zum Kirchenbezirk Bad Urach-Münsingen der Evangelischen Landeskirche in Württemberg. Die Stadtteile Machtolsheim und Suppingen bilden ebenfalls eigene Kirchengemeinden, jedoch innerhalb des Kirchenbezirks Blaubeuren. Seit 2009 ist aus Suppingen und Machtolsheim eine gemeinsame Kirchengemeinde geworden. Neben diesen evangelischen Kirchengemeinden gibt es in Laichingen eine katholische, evangelisch-methodistische und eine neuapostolische Kirche und einen Königreichssaal der Zeugen Jehovas.

### Gemeindegebietsreform

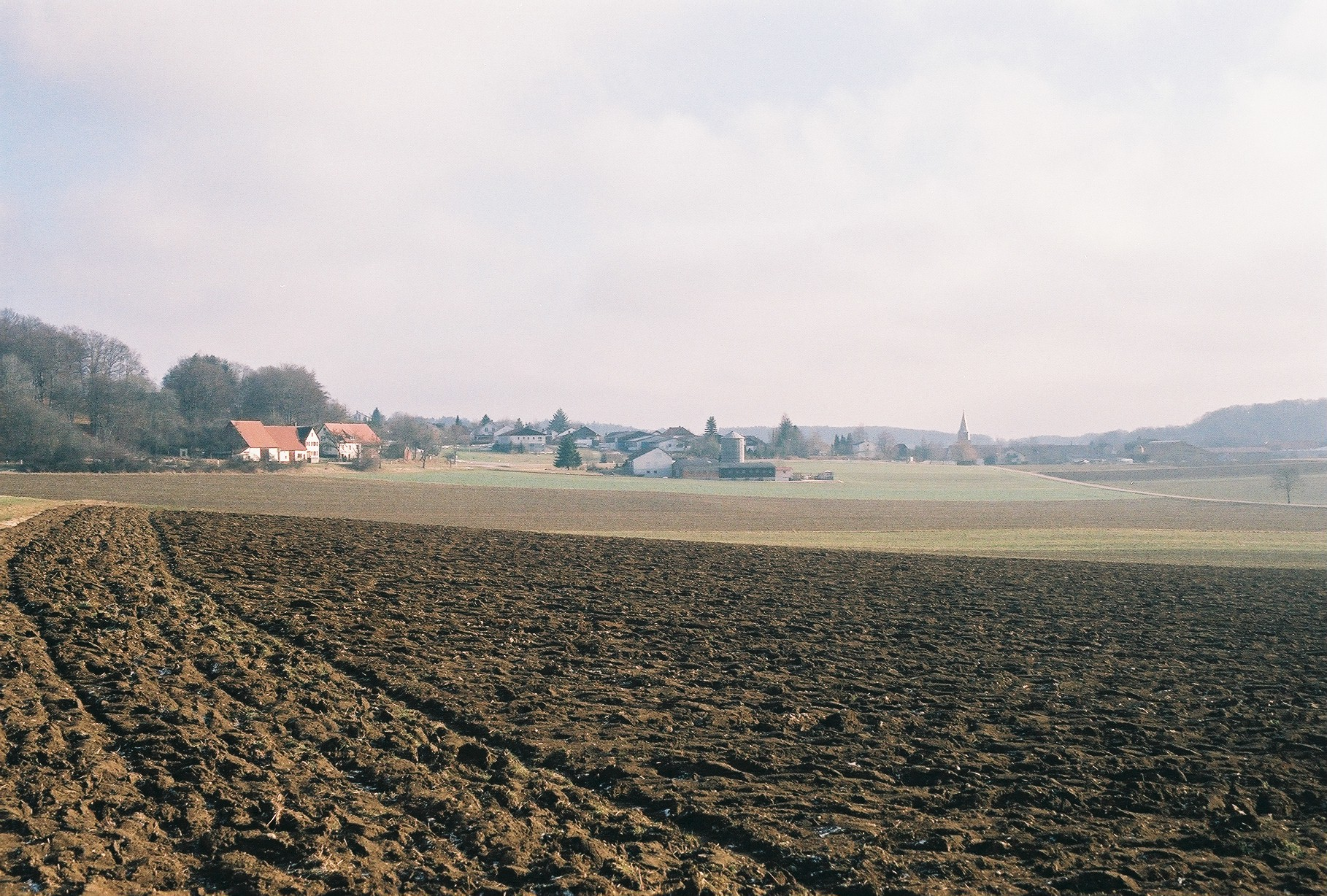
Blick auf Feldstetten.

Im Zuge der Gemeindegebietsreform in Baden-Württemberg wurden am 1. Januar 1972 Suppingen und am 1. Januar 1975 Feldstetten und Machtolsheim der Stadt Laichingen zugeordnet.
Laichingen bildet den größten Teilort der Stadt.
Wappen der Gemeinden

Feldstetten
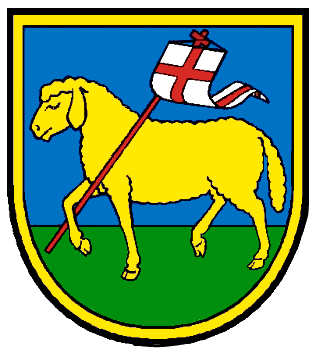
Machtolsheim
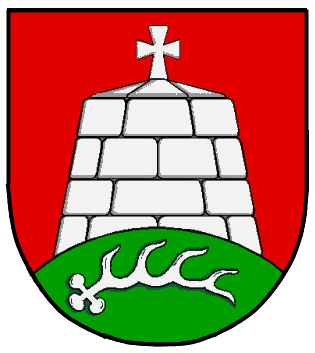
Suppingen

## Politik

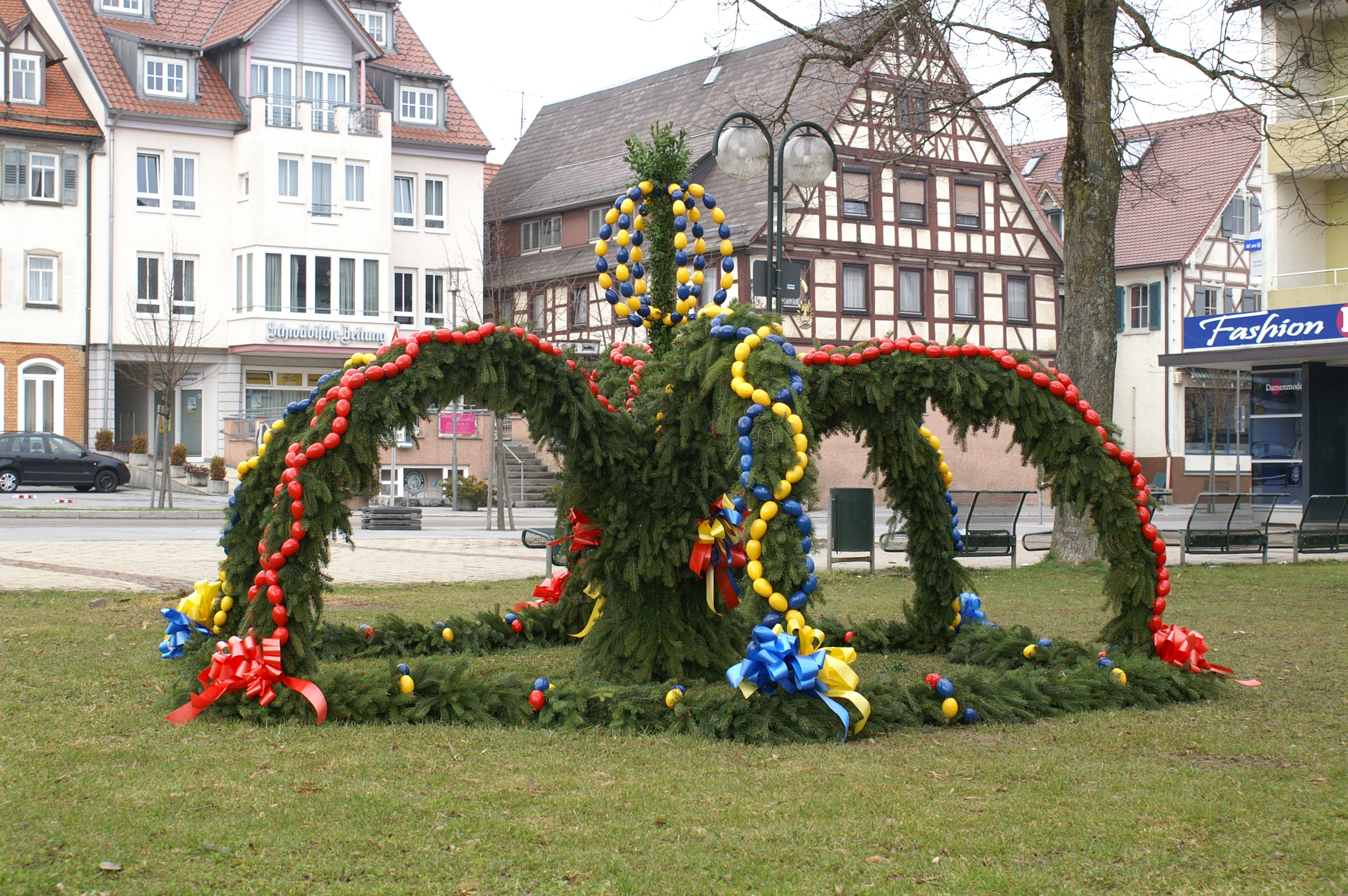
Marktplatz in Laichingen

Laichingen ist die größte Gemeinde im Gemeindeverwaltungsverband Laichinger Alb mit Merklingen, Nellingen und Westerheim und Heroldstatt, wo auch dessen Sitz ist.

### Bürgermeister
- 1972–1980: Horst Wurz

- 1980–1996: Andreas Raab, parteilos bis 1984, danach CDU,
- 1996–2012: Friedhelm Werner, FWV
- seit Dezember 2012: Klaus Kaufmann, parteilos[7]

Der Bürgermeister wird für eine Amtszeit von acht Jahren gewählt. Die erste Amtszeit von Friedhelm Werner endete am 18. Dezember 2004. Am 10. Oktober 2004 wurde er mit 68 % der Stimmen für eine zweite Amtszeit wiedergewählt.

### Gemeinderat
In Laichingen wird der Gemeinderat nach dem Verfahren der unechten Teilortswahl gewählt. Dabei kann sich die Zahl der Gemeinderäte durch Überhangmandate verändern. Die Kommunalwahl am 9. Juni 2024 führte zu folgendem vorläufigen Endergebnis. Der Gemeinderat besteht aus den gewählten ehrenamtlichen Gemeinderäten und dem Bürgermeister als Vorsitzendem. Der Bürgermeister ist im Gemeinderat stimmberechtigt.
| Parteien und Wählergemeinschaften | Parteien und Wählergemeinschaften             | % 2024 | Sitze 2024 | % 2019 | Sitze 2019 | Kommunalwahl 2024 %50403020100 41,3 %24,0 %13,4 %18,5 %n. k. %2,8 % BWVLABIGELCDUBbWSPDGewinne und Verlusteim Vergleich zu 2019 %p 8 6 4 2 0 −2 −4 −6 −8−10−12+7,1 %p−3,2 %p−10,9 %p+5,6 %p−1,3 %p+2,8 %pBWVLABIGELCDUBbWSPD |
| BWV                               | Bürgerliche Wählervereinigung                 | 41,3   | 9          | 34,2   | 8          | Kommunalwahl 2024 %50403020100 41,3 %24,0 %13,4 %18,5 %n. k. %2,8 % BWVLABIGELCDUBbWSPDGewinne und Verlusteim Vergleich zu 2019 %p 8 6 4 2 0 −2 −4 −6 −8−10−12+7,1 %p−3,2 %p−10,9 %p+5,6 %p−1,3 %p+2,8 %pBWVLABIGELCDUBbWSPD |
| LAB                               | Laichinger Allgemeine Bürgerliste             | 24,0   | 6          | 27,2   | 7          | Kommunalwahl 2024 %50403020100 41,3 %24,0 %13,4 %18,5 %n. k. %2,8 % BWVLABIGELCDUBbWSPDGewinne und Verlusteim Vergleich zu 2019 %p 8 6 4 2 0 −2 −4 −6 −8−10−12+7,1 %p−3,2 %p−10,9 %p+5,6 %p−1,3 %p+2,8 %pBWVLABIGELCDUBbWSPD |
| CDU                               | Christlich Demokratische Union Deutschlands   | 18,5   | 4          | 12,9   | 3          | Kommunalwahl 2024 %50403020100 41,3 %24,0 %13,4 %18,5 %n. k. %2,8 % BWVLABIGELCDUBbWSPDGewinne und Verlusteim Vergleich zu 2019 %p 8 6 4 2 0 −2 −4 −6 −8−10−12+7,1 %p−3,2 %p−10,9 %p+5,6 %p−1,3 %p+2,8 %pBWVLABIGELCDUBbWSPD |
| IGEL                              | Initiative Gemeinsam Engagiert für Laichingen | 13,4   | 3          | 24,3   | 6          | Kommunalwahl 2024 %50403020100 41,3 %24,0 %13,4 %18,5 %n. k. %2,8 % BWVLABIGELCDUBbWSPDGewinne und Verlusteim Vergleich zu 2019 %p 8 6 4 2 0 −2 −4 −6 −8−10−12+7,1 %p−3,2 %p−10,9 %p+5,6 %p−1,3 %p+2,8 %pBWVLABIGELCDUBbWSPD |
| SPD                               | Sozialdemokratische Partei Deutschland        | 2,8    | 1          | —      | —          | Kommunalwahl 2024 %50403020100 41,3 %24,0 %13,4 %18,5 %n. k. %2,8 % BWVLABIGELCDUBbWSPDGewinne und Verlusteim Vergleich zu 2019 %p 8 6 4 2 0 −2 −4 −6 −8−10−12+7,1 %p−3,2 %p−10,9 %p+5,6 %p−1,3 %p+2,8 %pBWVLABIGELCDUBbWSPD |
| BbW                               | Bündnis für bezahlbaren Wohnraum              | —      | —          | 1,3    | 0          | Kommunalwahl 2024 %50403020100 41,3 %24,0 %13,4 %18,5 %n. k. %2,8 % BWVLABIGELCDUBbWSPDGewinne und Verlusteim Vergleich zu 2019 %p 8 6 4 2 0 −2 −4 −6 −8−10−12+7,1 %p−3,2 %p−10,9 %p+5,6 %p−1,3 %p+2,8 %pBWVLABIGELCDUBbWSPD |
| Gesamt                            | Gesamt                                        | 100    | 23         | 100    | 24         | Kommunalwahl 2024 %50403020100 41,3 %24,0 %13,4 %18,5 %n. k. %2,8 % BWVLABIGELCDUBbWSPDGewinne und Verlusteim Vergleich zu 2019 %p 8 6 4 2 0 −2 −4 −6 −8−10−12+7,1 %p−3,2 %p−10,9 %p+5,6 %p−1,3 %p+2,8 %pBWVLABIGELCDUBbWSPD |
| Wahlbeteiligung                   | Wahlbeteiligung                               | 57,1 % | 57,1 %     | 56,1 % | 56,1 %     | Kommunalwahl 2024 %50403020100 41,3 %24,0 %13,4 %18,5 %n. k. %2,8 % BWVLABIGELCDUBbWSPDGewinne und Verlusteim Vergleich zu 2019 %p 8 6 4 2 0 −2 −4 −6 −8−10−12+7,1 %p−3,2 %p−10,9 %p+5,6 %p−1,3 %p+2,8 %pBWVLABIGELCDUBbWSPD |

### Wappen
| Wappen der der Stadt Laichingen | Blasonierung: „In Blau eine goldene (gelbe) Egge.“ |
| Wappen der der Stadt Laichingen | Wappenbegründung: Obwohl Kaiser Karl IV. den Grafen von Württemberg bereits 1364 die Erlaubnis zur Ummauerung und Stadterhebung erteilt hatte, erlangte der Marktort Laichingen erst im Jahre 1950 Stadtrang. Dorfsiegel sind seit 1510 belegt. Sie zeigten bereits im Wappenschild die Egge, die mit dem einst erheblichen Flachsanbau der alten Webergemeinde in Verbindung gebracht wird. Nachdem dieses Dorfzeichen im Laufe des 19. Jahrhunderts vorübergehend in Vergessenheit geraten zu sein scheint, wurde es in Schwarzweiß-Darstellung als Wappen 1914 eingeführt und seit 1922 auf Grund einer im Gasthof „Zum Ochsen“ in Münsingen entdeckten, wohl im späten 17. Jahrhundert entstandenen, irrtümlich mit Laichingen in Verbindung gebrachten Wappenscheibe golden im blauen Schild dargestellt. |

### Städtepartnerschaften
- Seit 1986 besteht eine Partnerschaft mit der französischen Stadt Ducey.[9]
- Seit 1990 werden freundschaftliche Beziehungen zur „Töpferstadt“ Kohren-Sahlis in Sachsen gepflegt.
- Seit 1993 bestehen freundschaftliche Beziehungen mit und humanitäre Hilfe für Njaswisch in Belarus.[10]

## Wirtschaft und Infrastruktur
Traditionell sind in Laichingen Weberbetriebe ansässig. Auch die Eisenverarbeitung, insbesondere der Werkzeugbau blühte im 20. Jahrhundert in Laichingen auf.
Die zum Stada-Konzern gehörende Aliud Pharma GmbH hat ihren Sitz in Laichingen.
Laichingen beheimatet das Interkommunale Industrie- und Gewerbegebiet Laichinger Alb (IIG) des Zweckverbandes mit Heroldstatt, Merklingen, Nellingen und Westerheim.

### Laichinger Textilindustrie
Die Leinenweberei war ein bedeutender Wirtschaftszweig.
In der Zeit nach dem Zweiten Weltkrieg waren die Folgen des Kriegs in der kleinen Stadt Laichingen an der Grenze der amerikanischen Besatzungszone noch sehr zu spüren. Viele der Laichinger Firmen wurden während des Krieges zur Herstellung von kriegsnotwendigen Materialien, wie Fallschirme, benutzt oder ganz ausgeräumt um für die Metallindustrie genutzt zu werden.
Nach Kriegsende bekamen sechs Laichinger Firmen eine Genehmigung der amerikanischen Militärregierung, ihre Produktion wieder aufzunehmen.
So wurden viele Webstühle wieder aufgebaut und in Gang gesetzt. Als Laichingen in die Französische Besatzungszone überging, mussten die Textilbetriebe viele ihrer Waren als Reparationszahlungen an die französische Besatzungsregierung abgeben. Mit der Währungsreform füllten sich die Schaufenster und auch die Laichinger Textilindustrie konnte davon profitieren. Die Nachfrage an Textilien stieg nach dem Krieg enorm an und vor allem Bettwäsche der Laichinger Leinenweber war nun gefragt. Dies führte zu einem Aufschwung dieses Industriezweigs. Im Jahre 1948 waren alle Betriebe in Laichingen vollbeschäftigt und von 1950 bis 1960 gab es eine Welle von Unternehmensgründungen. In den folgenden zehn Jahren wurden viele Textilwaren in Laichingen hergestellt. Es entstanden große und namhafte Firmen wie etwa Pichler Textilien und Wäschekrone Laichingen.

### Verkehr

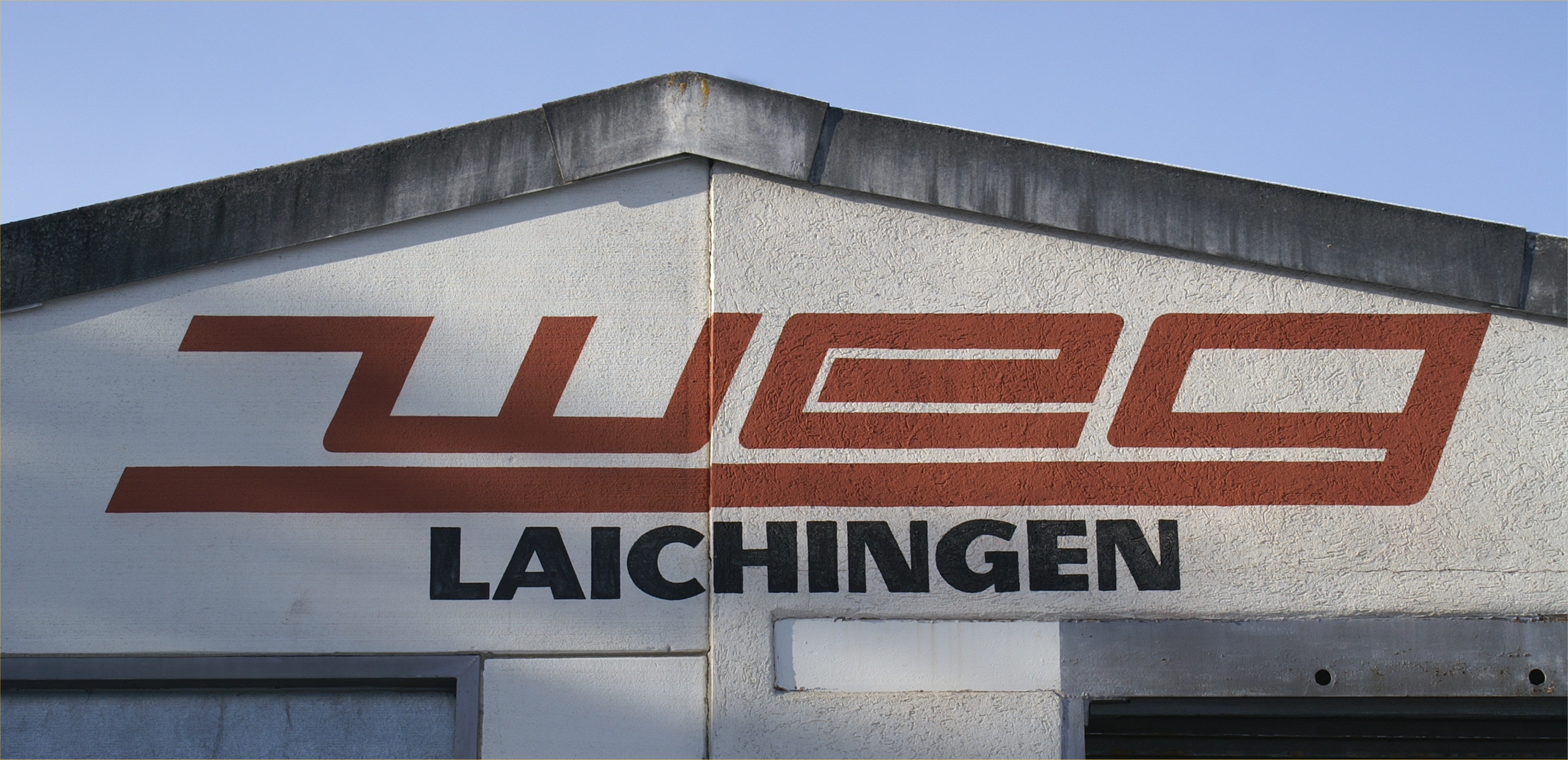
Bis 1985 hatte Laichingen einen Bahnanschluss

Der ÖPNV wird durch den Donau-Iller-Nahverkehrsverbund gewährleistet. Von 1901 bis 1985 war Laichingen über die Bahnstrecke Amstetten–Laichingen der Württembergischen Eisenbahngesellschaft (WEG) an das Schienennetz angeschlossen. Im Rahmen der am 11. Dezember 2022 eröffneten Schnellfahrstrecke Wendlingen–Ulm wurde der Bahnhof Merklingen – Schwäbische Alb errichtet, an dessen Kosten sich Laichingen finanziell beteiligte.
Der frühere Landes-Radfernweg Alb-Neckar-Radweg wurde durch den Württemberger Tälerradweg abgelöst. Er führt von Crailsheim über Aalen und Heidenheim nach Ulm und von dort über Blaubeuren und Heroldstatt nach Laichingen. Weiter verläuft er über Westerheim nach Römerstein (Ortsteile Donnstetten und Böhringen) und schließlich über Göppingen nach Schwäbisch Gmünd. Der Albtäler-Radweg führt ebenfalls als Landes-Fernradweg durch die Stadt; es handelt sich um einen Rundkurs zwischen Römerstein und Giengen an der Brenz. Er verläuft von Wiesensteig an Donnstetten vorbei über Westerheim nach Laichingen und weiter über den Stadtteil Machtolsheim und über Merklingen und Nellingen nach Amstetten.
Laichingen verfügt über einen eigenen Flugplatz, der seit 1964 durch den Flugsportverein Laichingen e. V. betrieben wird.
Von Norden nach Süden durchläuft der Schwäbische-Alb-Oberschwaben-Weg als Hauptwanderweg 7 die Ortsmitte von Laichingen. Dieser Fernwanderweg führt vom Remstal zum Bodensee und wird vom Schwäbischen Albverein betreut.

### Tourismus
Auf der Gemarkung des Teilortes Machtolsheim befindet sich der Campingplatz Heidehof, der mit 1050 Stellplätzen auf einer Fläche von 25 ha zu den größten Deutschlands zählt.

### Medien
In Laichingen befindet sich eine Lokalredaktion der Schwäbischen Zeitung.

### Bildung
In Laichingen, Feldstetten und Machtolsheim gibt es Grundschulen. Der Hauptort Laichingen ist Schulzentrum mit folgenden Schulen:
- Erich-Kästner-Gemeinschaftsschule, Primarstufe und Sekundarstufe 1
- Anne-Frank-Realschule
- Albert-Schweitzer-Gymnasium
- Martinschule (Förderschule)
- Außenstelle der Kaufmännischen Schule Ehingen
- Außenstelle der Gewerblichen Schule Ehingen

Die Volkshochschule Laichingen-Blaubeuren-Schelklingen e. V. hat ihren Sitz in Laichingen.

### Energie

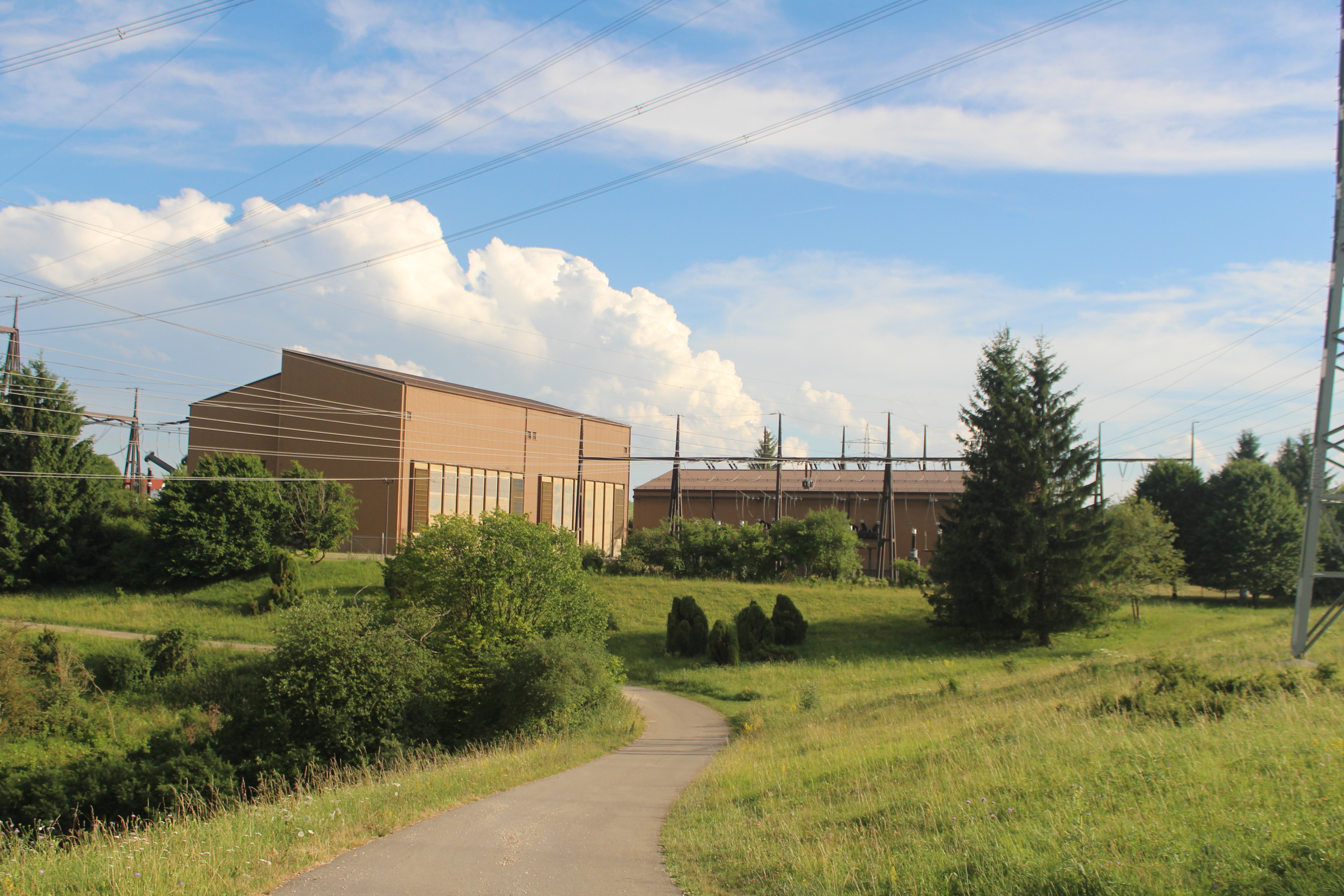
Umspannwerk Laichingen

Laichingen ist Standort eines 380-kV/110-kV-Umspannwerks, das in kompakter SF6-Technologie ausgeführt ist und von TransnetBW betrieben wird.
Auf dem Gebiet der Stadt Laichingen inkl. der Teilorte stehen sieben Windkraftanlagen mit einer maximalen Gesamtleistung von 14,7 MW und 1300 Photovoltaikanlagen mit einer maximalen Bruttogesamtleistung von 22 MW.

## Kultur und Sehenswürdigkeiten

### Kirchen
- Feldstetten: Die evangelische St.-Gallus-Kirche wurde 1737 gebaut, dabei wurde der gotische Chor des Vorgängerbaus mitverwendet. In ihm sind Wandmalereien aus dem 14. und 15. Jahrhundert zu sehen. Sie wurden erst 1895 entdeckt und 1898 restauriert. Der Künstler Walter Kohler entwarf 1936 ein Chorfenster mit biblischen Themen (Blindenheilung, reicher Jüngling, Auferweckung des Lazarus). 1999 folgte ein Farbfenster der Künstlerin Ursula Nollau aus (damals) Zwiefalten.[13]
- Laichingen: Die St.-Albans-Kirche wurde bereits um das Jahr 800 als Vorläuferbau und Eigenkirche des Laichinger Ortsadels erwähnt, im 14. Jahrhundert in der heutigen Größe gebaut und 1550 mit weiteren Bauteilen zu einer Kirchenburg ausgebaut. Sie erhielt 1632 einen Turmaufsatz[14] durch Baumeister Heinrich Schickhardt, der aber nicht erhalten ist.[15] Der heutige Turm wurde 1696 gebaut. Die Kirche verlor 2008 durch Beschluss des Kirchengemeinderats den überkommenen Namenszusatz Sankt.[16]
- Machtolsheim: Die evangelische Liebfrauenkirche wurde 1488 gebaut und im 18. Jahrhundert barockisiert: Der Degginger Stuckateur Johann Ulrich Schweizer schuf 1712 die Barock-Stuckdecke, die 1745 bemalt wurde. Eine umfassende Renovierung geschah um 1934 durch die Stuttgarter Architekten Klatte & Weigle.[17]
- Suppingen: Die evangelische Brigittenkirche wurde 1471 spätgotisch errichtet und 1569 das Schiff manieristisch gestaltet. 1862 erfolgte ein neugotischer Umbau.

### Die Laichinger Tiefenhöhle
Bekannt ist Laichingen auch durch die Laichinger Tiefenhöhle, die einzige zur Schauhöhle ausgebaute Schachthöhle in Deutschland, die eine begehbare Tiefe von 55 m aufweist. Die Höhle liegt etwa 1 km südlich von Laichingen. Sie wurde 1892 von dem Sandgräber Johann Georg Mack zufällig entdeckt.

### Museen
- Heimat- und Webereimuseum Laichingen[18] (in einem Gebäude der Kirchenburg)
- Höhlenkundliches Museum (bei der Tiefenhöhle)

### Weitere Bauwerke
- Wasserturm Machtolsheim
- Im historischen Alten Rathaus in der Stadtmitte finden Trauungen, kulturelle Veranstaltungen und Sitzungen des Gemeinderates statt.
- Das evangelische Pfarrhaus der Albanskirche ist noch aus vorreformatorischer Zeit und wird im Volksmund „Kapuzinerhaus“ genannt.[19]
- Zwei Gebäude der Kirchenburg werden als Heiligenhäuser bezeichnet. Sie dienten ursprünglich als Fruchtspeicher. Der untere Bereich des westlichen Hauses diente der Gemeinde als Zeughaus.
- Die ehemalige Mühle auf dem Bleichberg war von 1902 bis 1972 in Betrieb. Ursprünglich sollte die auf der 774 Meter über dem Meeresspiegel an exponierter Stelle gebaute Anlage als Windmühle laufen und zusätzlich Strom erzeugen. Norddeutsche Ingenieure hatten ein Windrad mit 82 Schaufeln und 12 Meter Durchmesser konstruiert. Das Windrad wurde in Holstein gebaut und war einige Zeit in Laichingen hinter dem markanten Backsteingebäude in Betrieb. Allerdings brachte es nicht immer die geforderten 12 PS, daher wurde bald ein Gasmotor zur Unterstützung eingesetzt. Ein starker Sturm beschädigte das Windrad, es wurde abgebaut.

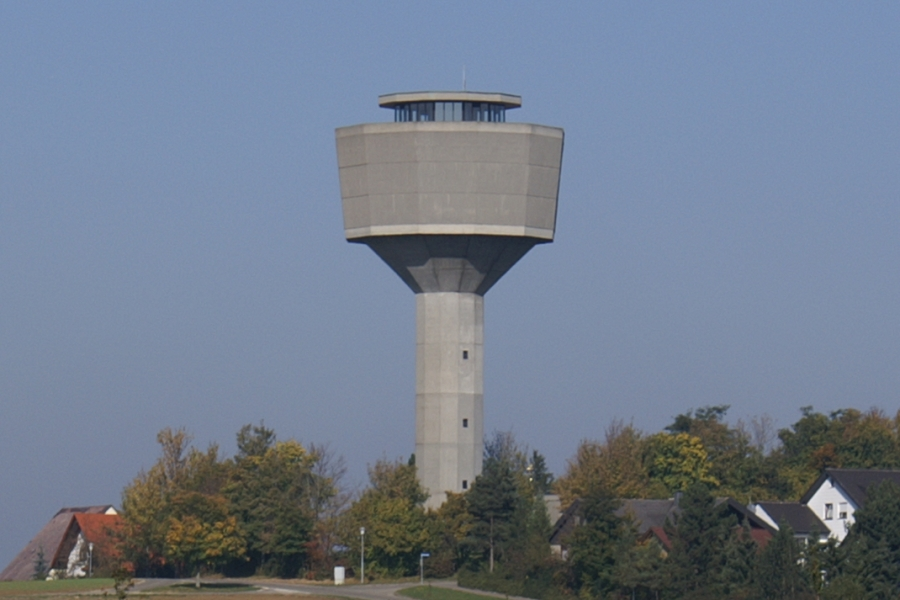
Machtolsheimer Wasserturm
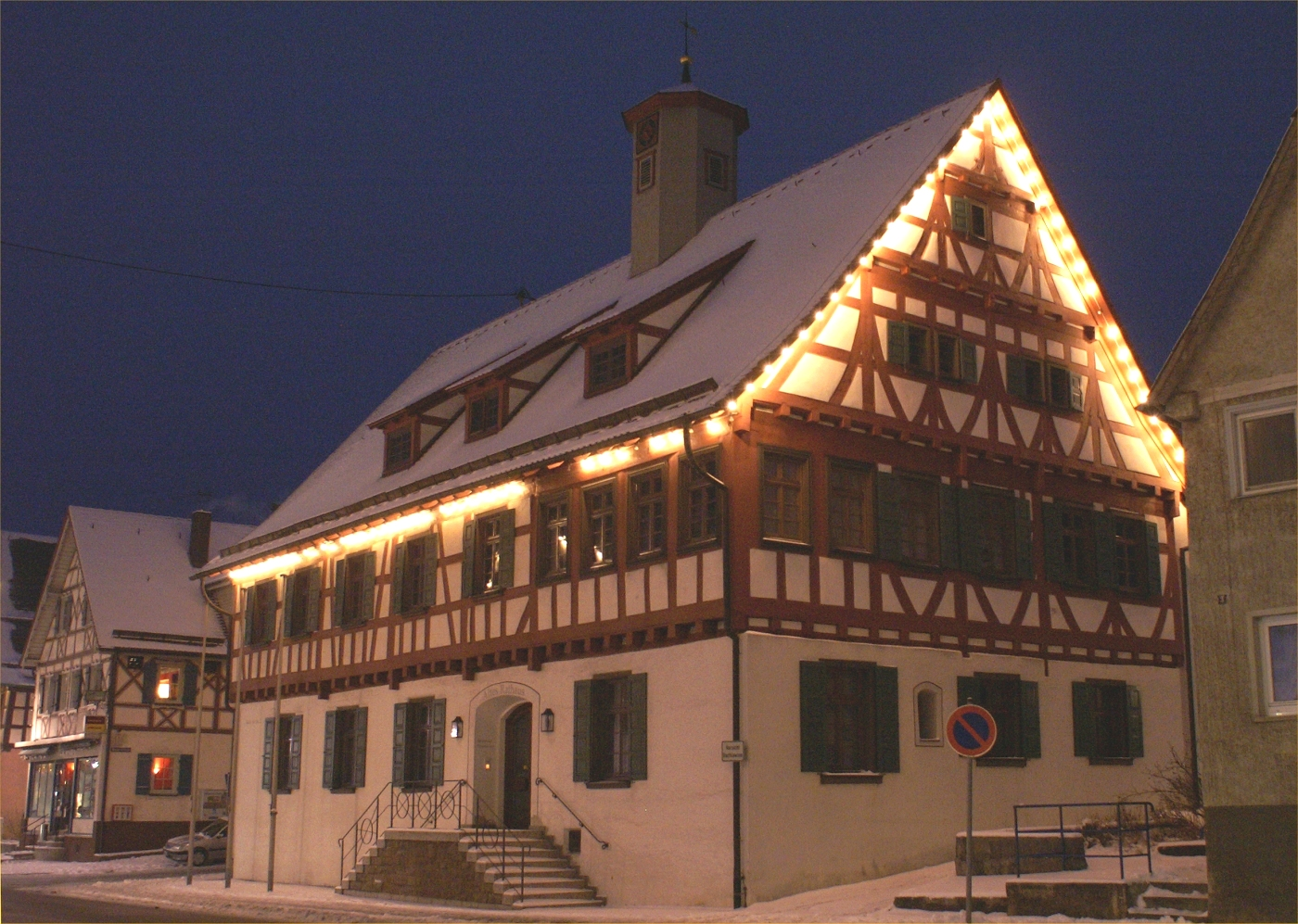
Das Alte Rathaus in Laichingen
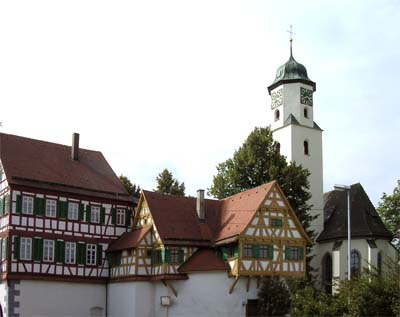
St. Albans-Kirche (Kirchenburg) in Laichingen
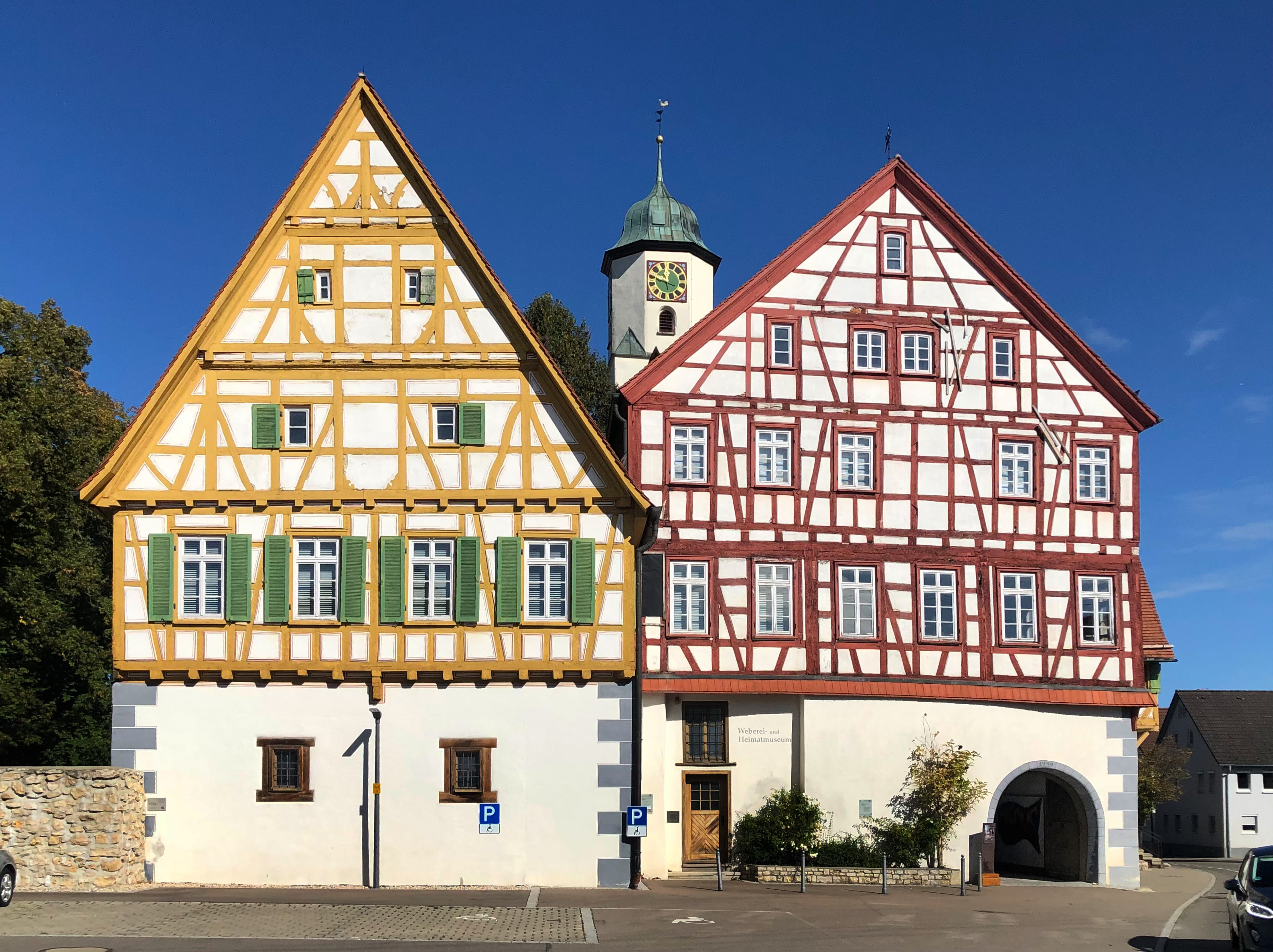
Heiligenhäuser mit Zeughaus
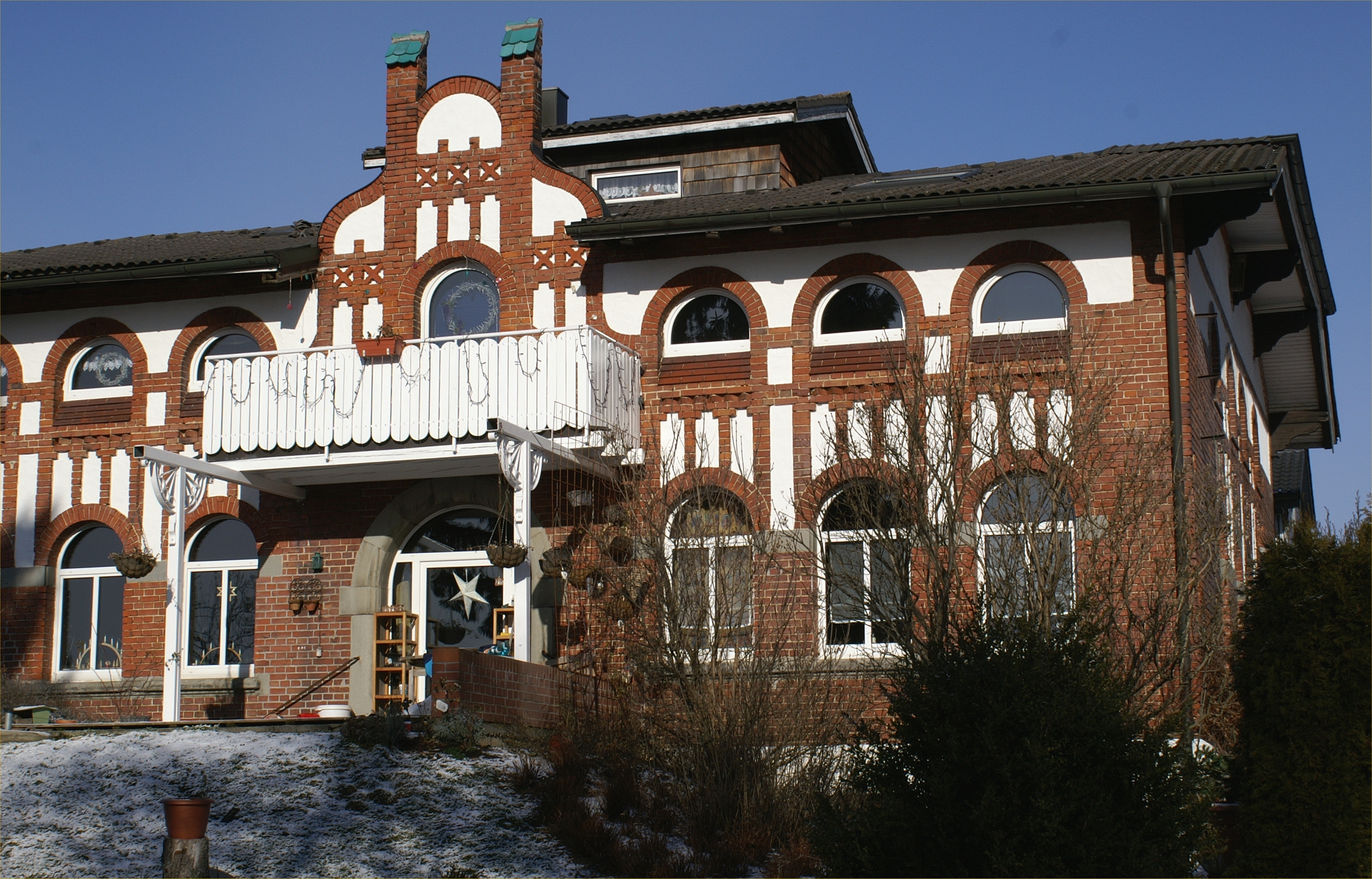
Ehemalige Windmühle auf dem Bleichberg
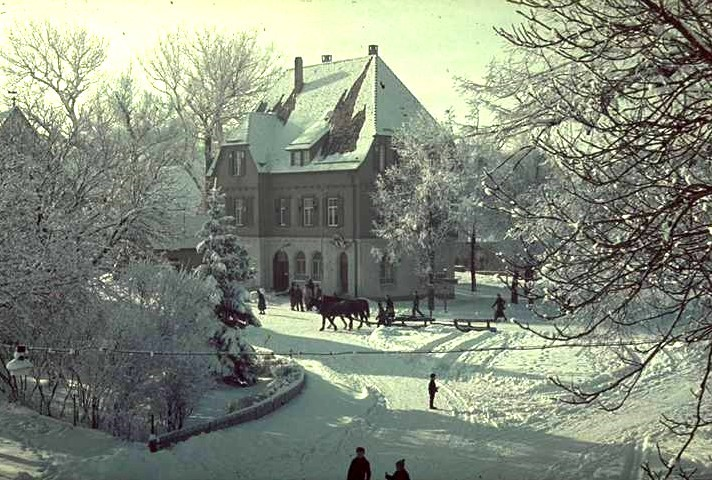
Laichingen, Blick auf das alte Postgebäude (Aufn. 1949)

## Persönlichkeiten

### Ehrenbürger
- Jean-Pierre Tizon (1920–2012), französischer Politiker

### Söhne und Töchter der Stadt
- Johann Martin Mack (1715–1784), Württembergs erster evangelischer Missionar, Bischof
- Karl Nüßle (1816–1892), geboren in Suppingen, württembergischer Landtagsabgeordneter
- Julius Ludwig August Koch (1841–1908), Psychiater
- Johann Georg Mack (1849–1897), Sandgräber, Entdecker der Laichinger Tiefenhöhle[20]
- Heinrich Lang (1858–1919), Hochschullehrer, deutscher Organist, Chorleiter und Komponist
- Magdalene Schweizer (1858–1923), geboren in Feldstetten, Kunsthandwerkerin und Zeichenlehrerin
- Eugen Eisele (1871–1940), Landtagsabgeordneter von 1906 bis 1918
- Christof Baumann (1874–1959), geboren in Feldstetten, württembergischer Oberamtmann
- August Enderle (1887–1959), Politiker, Gewerkschafter und Journalist
- Karl Baur (1911–1963), Pilot, Fluglehrer und Ingenieur
- Helmut Frank, (1926–1987), Fledermaus- und Höhlenforscher
- Helmut Kreuzer (1927–2004), Germanist und Medienwissenschaftler
- Peter Schwenkmezger (1946–2018), Psychologe, Präsident der Universität Trier
- Werner Strohm (1934–2001), Bauunternehmer, erstellte eine Vielzahl von Gebäuden und prägte das Stadtbild
- Gert Hinnerk Behlmer (* 1943), Jurist
- Barbara Pfetsch (* 1958), Kommunikationswissenschaftlerin und Hochschullehrerin
- Jan Plamper (1970–2023), deutscher Osteuropahistoriker
- Bastian Benoa (* 1988), Sänger und Songwriter
- Sarah Zucker (* 1990), Sängerin
- Alina Reh (* 1997), Mittel- und Langstreckenläuferin, mehrfache Europameisterin im Nachwuchsbereich
- Matea Bošnjak (* 1997), kroatische Fußballnationalspielerin
- Florian Lipowitz (* 2000), deutscher Profi-Radrennfahrer

## Regelmäßige Veranstaltungen
Laichingen ist ein sogenannter Marktflecken und hatte schon früh das Marktrecht. Die Gemeinde hatte durch ihre zentrale Lage und ihre Bedeutung auf der mittleren Alb das Stadtrecht verliehen bekommen, konnte dieses jedoch nicht annehmen. Das Stadtrecht wäre mit der Pflicht zum Bau einer Stadtmauer verbunden gewesen und dies war für die arme Albgemeinde nicht machbar. Allerdings erhielt sie dennoch das Marktrecht. Der Pfingstmarkt beispielsweise ist seit 1788 verbürgt.
Noch heute finden jedes Jahr Märkte statt, die Tausende von Besuchern anlocken. An diesen Tagen ist die Innenstadt von Laichingen vollständig gesperrt und die Straßen sind mit Marktständen vollgestellt, die typische Marktprodukte verkaufen. Früher war dies eine Gelegenheit, all die Dinge zu kaufen, die nicht selbst produziert werden konnten, und so gibt es Kurzwaren und Messer, Töpfe, Keramik und Gläser, Arbeitskleidung, Unterwäsche, Hüte und Hemden zu kaufen. Für das leibliche Wohl gibt es Magenbrot und gebrannte Mandeln, Zuckerwatte, türkischen Honig und gebratene Würste. Daneben gibt es Spielwarenstände, Blumenstände, Obst und Gemüse, seit einigen Jahren auch Musikträger, indische Tücher oder andere Modeartikel.
Eine traditionelle Marktspeise in Laichingen sind Kutteln. Es gibt sie vorwiegend an Ständen lokaler Gastwirte und Metzgereien zu kaufen.
Die Termine sind meist an kirchliche Feiertage gebunden, ändern sich also jährlich. Der Markt beginnt gegen 8 Uhr und endet meist um 17 Uhr. Früher begann der Markt bereits um 5 Uhr mit einem Viehmarkt, doch durch BSE, Schweinepest und andere Krankheiten wurden diese Viehmärkte wiederholt über Jahre ausgesetzt und sind deshalb inzwischen nur noch als Kleintiermärkte erhalten.
Jedes Jahr finden folgende Märkte statt:
- Ostermarkt, Ostermontag
- Pfingstmarkt, Pfingstmontag
- Kirchweihmarkt, Montag nach Kirchweih, dritter Sonntag im Oktober
- Andreasmarkt, am Andreastag, dem 30. November. Fällt dieser auf einen Sonntag, dann ist der Markt am darauf folgenden Tag, dem 1. Dezember.
- Weihnachtsmarkt, Mitte Dezember

Auf dem Flugplatzgelände von Laichingen findet seit 2018 im Juli jährlich das Deutschrock-Festival Rock dein Leben statt.